# Dame Sanjō
Dame Sanjō (三条の方, Sanjō no kata, 1521-29 août 1570) est une dame Japonaise de la période Sengoku, épouse du daimyo Takeda Shingen. Elle est la fille de Sanjō Kinyori, un noble de cour de Kyoto. Ses sœurs épousent respectivement Hosokawa Harumoto et Hongan-ji Kennyo. Dame Sanjō épouse Shingen (alors appelé Harunobu) à l'âge de 16 ans. Elle donne naissance à trois fils et deux filles.

## Biographie
Née en 1521, Dame Sanjō est la deuxième fille du chūnagon Kinyori Sanjō, avant qu'il ne devienne sadaijin. En raison du déclin financier à l'époque Sengoku, Kinyori Sanjō marie sa fille en juillet 1536, au daimyo Takeda Shingen en échange d'une compensation financière, tous deux âgés de 16 ans. Sa sœur est l'épouse du kanrei Hosokawa Harumoto.
Takeda Shingen et Dame Sanjō ont trois fils et deux filles : Takeda Yoshinobu (né en 1538), Takeda Nobuchika (en) (né en 1541), Ōbai-in, Takeda Nobuyuki et Kenshōin. Yoshinobu était pressenti pour prendre la place de son père à la tête du clan Takeda mais est ordonné de faire seppuku. C'est finalement Takeda Katsuyori qui prendra la succession, fils de Suwa Goryōnin, une autre concubine de Takeda Shingen.
En 1542, son père, sous la protection d'Ōuchi Yoshitaka dans la province de Suō, meurt à la suite de la rébellion menée par Sue Harukata. Après la mort de son troisième fils à l'âge de 11 ans, sa fille aîné Ōbai-in épouse Hōjō Ujimasa. En 1568, Shingen attaque Imagawa Ujizane dans la province de Suruga, entraînant le déclin de ce clan.
Le 29 août 1570, Dame Sanjō meurt. Après la mort de Shingen en 1573, Takeda Katsuyori lui succède mais provoque la chute du clan. La seconde fille de Dame Sanjō, placée sous la protection de Tokugawa Ieyasu, survit jusqu'en 1622.

## Personnalité
Dame Sanjō est souvent représentée comme très arrogante et autoritaire, bien que les documents historiques ne donnent pas cette impression.
On dit qu'elle était très croyante, et que d'autres membres du clan Takeda venait lui demander des conseils sur le bouddhisme. D'après son mémorial, Dame Sanjō était fermement opposée à l'invasion de Suruga par son époux.

## Postérité

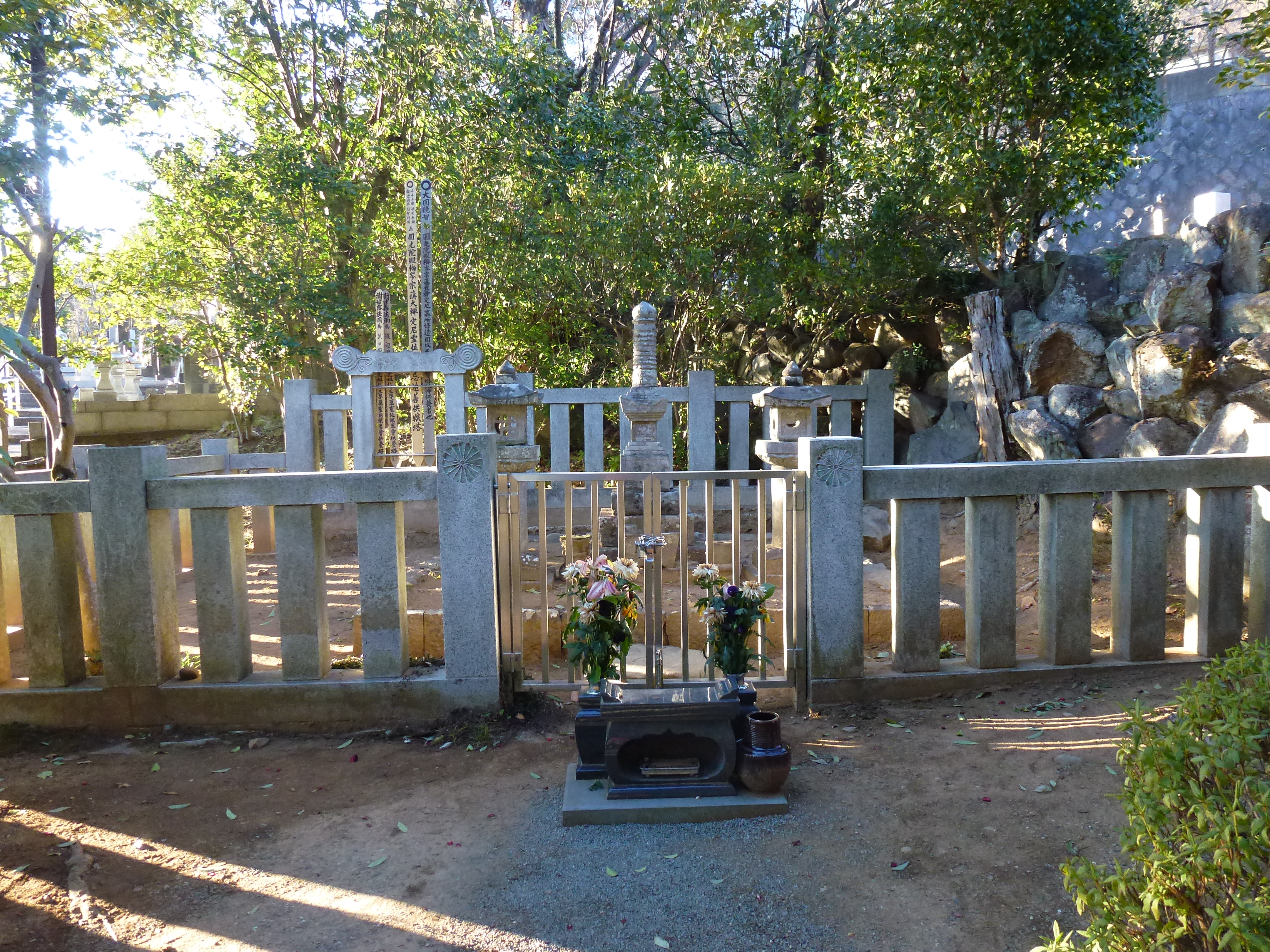
Tombe de la princesse Sanjō au.

Dame Nijō a également été appelé « Dame Sanjō », après être tombée en disgrâce en 1283. Le jeu vidéo Ghost of Tsushima propose une quête annexe intitulée « La Générosité de Dame Sanjō », le jeu se déroulant en 1274.
Elle est jouée par Yoshiko Kuga dans le film Furin kazan (1969). Puis elle apparaît dans la série télévisée Takeda Shingen (en) en 1988, interprétée par l'actrice Misaka Konno (en). Enfin, elle figure parmi les personnages du manga Takeda Shingen par Jirō Nitta et Mitsuteru Yokoyama.